# Bartolfelde
Bartolfelde is een deel van de gemeente Bad Lauterberg im Harz in het landkreis Göttingen in 
Nedersaksen in Duitsland. Bartolfelde ligt aan de Uerdinger Linie, in het traditionele gebied van de Nederduitse dialect Oostfaals. Bartolfelde ligt niet wijd van de grens van 
Nedersaksen. Bartolfelde hoort bij Bad Lauterberg sinds 1972.

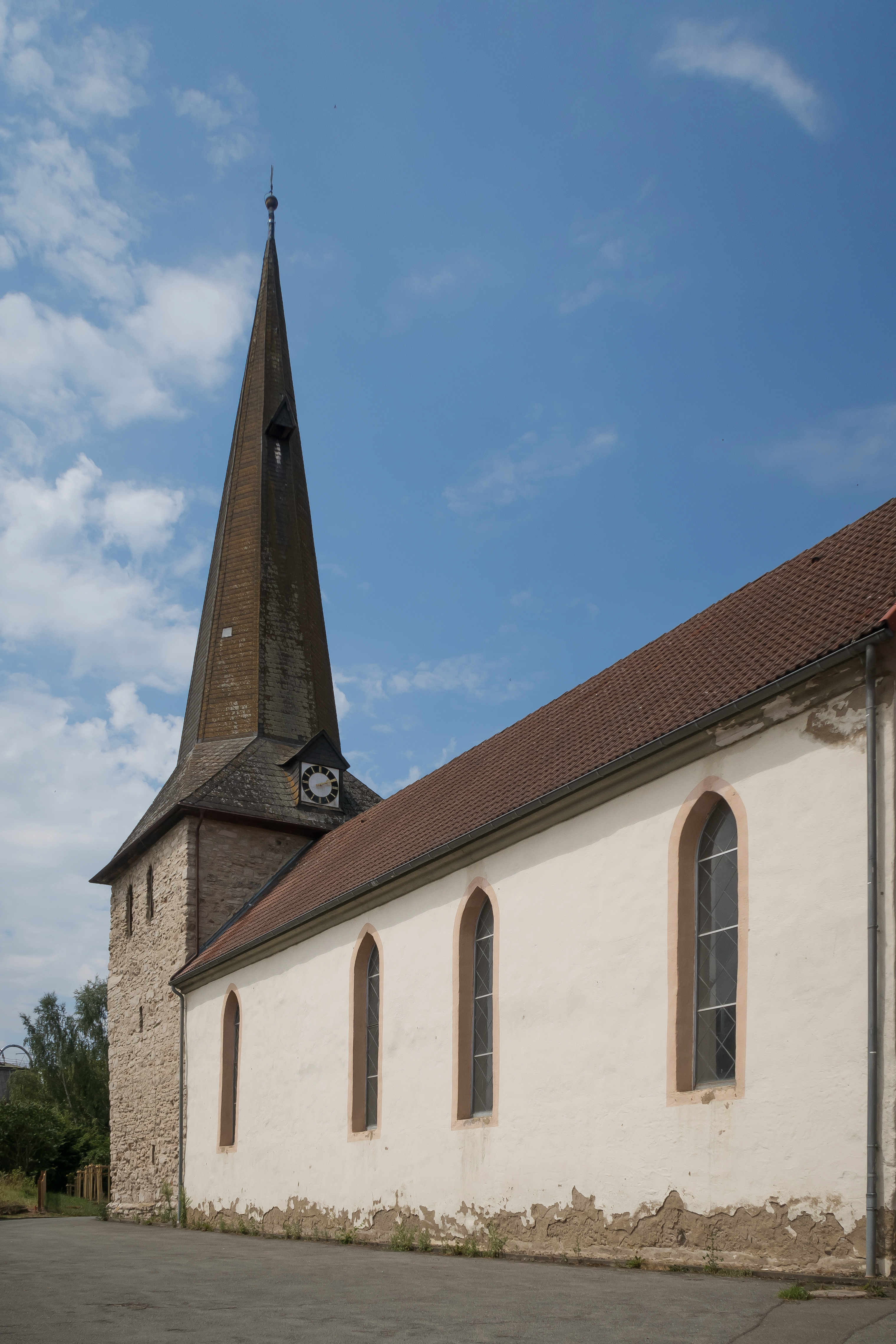
Bartolfelde, evangelische kerk: Sankt-Bartholdi-Kirche